# Бондаренко, Тамара Николаевна
Тамара Николаевна Бондаренко — советский хозяйственный и государственный деятель, лауреат Государственной премии СССР за выдающиеся достижения в труде.

## Биография
Родилась в 1924 году. Член КПСС.
В 1942—1943 — уборщица, в 1943—1984 годах — рушаль, бригадир рушалей Ташкентского комбината хлебопродуктов № 4 Министерства заготовок Узбекской ССР.
К ноябрю 1982 года бригада Бондаренко получила 6 020 тонн рисовой крупы при норме 5 822 тонны, получен дополнительный экономический эффект в 88,7 тысяч советских рублей. Бригаде Бондаренко присвоено звание бригады коммунистического труда, сама Бондаренко награждена почетным знаком «Наставник молодёжи».
За большой личный вклад в дело увеличения производства и улучшения качества переработки с/х продукции была в составе коллектива удостоена Государственной премии СССР за выдающиеся достижения в труде 1982 года.
Жила в Ташкенте.

## Награды
- Орден Ленина
- Орден Трудового Красного Знамени